# Clément Venturini
Clément Venturini (ur. 16 października 1993 w Villeurbanne) – francuski kolarz szosowy i przełajowy.
Venturini jest wielokrotnym mistrzem Francji w kolarstwie przełajowym.

## Osiągnięcia

### Kolarstwo szosowe
Opracowano na podstawie:

2014
- 1. miejsce w klasyfikacji punktowej Alpes Isère Tour
  - 1. miejsce na 4. etapie

2015
- 2. miejsce w La Roue Tourangelle

2016
- 2. miejsce w Route Adélie de Vitré
- 1. miejsce w klasyfikacji punktowej Alpes Isère Tour
- 3. miejsce w Boucles de l'Aulne
- 1. miejsce na 2. etapie Österreich-Rundfahrt

2017
- 1. miejsce w Quatre Jours de Dunkerque
  - 1. miejsce w klasyfikacji młodzieżowej
  - 1. miejsce w klasyfikacji punktowej
- 3. miejsce w Boucles de la Mayenne
- 1. miejsce na 6. etapie Österreich-Rundfahrt

2018
- 1. miejsce na 2. etapie Route d'Occitanie

2019
- 3. miejsce w Route Adélie de Vitré

2022
- 2. miejsce w Tour du Finistère

### Kolarstwo przełajowe
Opracowano na podstawie:
2011
- 1. miejsce w mistrzostwach świata juniorów

## Rankingi

### Kolarstwo szosowe
| Rok             | 2013  | 2014 | 2015 | 2016 | 2017 | 2018 | 2019 | 2020 | 2021 | 2022 | 2023 | 2024 |
| --------------- | ----- | ---- | ---- | ---- | ---- | ---- | ---- | ---- | ---- | ---- | ---- | ---- |
| UCI World Tour  |       |      |      | -    | -    | 350. |      |      |      |      |      |      |
| World Ranking   |       |      |      | 225. | 194. | 565. | 397. | 130. | 589. | 210. | 176. | 138. |
| UCI Europe Tour | 1034. | 494. | 163. | 86.  | 72.  | 376. | 316. | 107. | 474. | 171. | -    | 111. |
|                 |       |      |      |      |      |      |      |      |      |      |      |      |
| Źródło: UCI     |       |      |      |      |      |      |      |      |      |      |      |      |